# Basket-Hall Kazan
Basket-Hall Kazan (în rusă Баскет-холл Казань; în tătară Basqet-holl) este o arenă închisă specializată pe baschet și este localizată în Kazan, Tatarstan, Rusia. Este folosită în principal pentru baschet, dar poate fi folosită și pentru volei sau pentru concerte. Este alcătuită din două săli de baschet.
Sala mare principală, denumită Basket-Hall 1, are o capacitate de 7.482 de locuri pentru baschet și 8.000 pentru concerte. Această sală include și o secțiune amfiteatru. Sala mică, denumită Basket-Hall 2, care este folosită în general pentru antrenamente, are o capacitate de 1.500 de locuri.